# Torneo Federal B
O Torneo Federal B foi uma competição entre clubes de futebol da Argentina e formava a quarta divisão (ou quarto nível) do futebol argentino junto com a Primera C. O certame foi organizado pelo Conselho Federal do Futebol Argentino (CFFA) e contou com a participação dos clubes indiretamente afiliados à Associação do Futebol Argentino (AFA).
O Torneo Federal B foi criado em 2014 como substituto do Torneo Argentino B e foi substituído em 2019 pelo Torneo Regional Federal Amateur, onde foi fundido com o Torneo Federal C.

## Visão geral

### Organizadora
A competição foi organizada pelo Conselho Federal do Futebol Argentino (CFFA), órgão interno da Associação do Futebol Argentino (AFA) que congrega as ligas do interior do país, e contou com a participação dos clubes indiretamente afiliados à AFA. Em outras palavras, clubes oriundos das ligas regionais (ou locais).

### Regulamento
O sistema de disputa do torneio se resumia em duas etapas, uma classificatória e uma fase final, aplicada em todas as suas edições. A fase classificatória obedeceu a regra de pontos corridos e os clubes foram divididos em zonas (ou grupos) e de acordo com a pontuação, os melhores avançaram para a fase seguinte. Na fase final, disputada no formato "mata-mata", os clubes enfrentaram várias rodadas eliminatórias que terminava em promoções para a divisão superior, ou seja, o Torneo Federal A (terceira divisão argentina).

### Participantes e promovidos
O número de clubes participantes do torneio variou de ano para ano: 128 em 2014, 134 em 2015, 61 e 129 nos dois torneios de 2016, e 160 em 2017. Quanto ao número de times promovidos, esse valor variou de acordo com a edição, na primeira edição em 2014 foram 7 promoções, em 2015 foram 134, no primeiro torneio de 2016 foram 2 promovidos e no segundo torneio foram 4, e na última edição tivemos 4 acessos.
Resumindo:
| Edição              | Nº de clubes | Nº de promovidos | Notas |
| ------------------- | ------------ | ---------------- | ----- |
| 2014 – Transição    | 128          | 7                |       |
| 2015                | 134          | 3                |       |
| 2016 – Transição    | 61           | 2                |       |
| 2016 – Complementar | 129          | 4                |       |
| 2017                | 160          | 4                |       |

## Edições
A seguir temos a lista de todos os campeões do Torneo Federal B:
| Edição           | Campeões                                   |
| ---------------- | ------------------------------------------ |
| 2014 – Transição | 9 de Julio (Morteros)                      |
| 2014 – Transição | Concepción FC (Tucumán)                    |
| 2014 – Transição | Gutiérrez SC (Mendoza)                     |
| 2014 – Transição | Sportivo Las Parejas (Santa Fe)            |
| 2014 – Transição | Tiro Federal (Bahía Blanca)                |
| 2014 – Transição | Unión (Sunchales)                          |
| 2014 – Transição | Vélez Sarsfield (San Ramón)                |
| 2015             | Villa Mitre (Bahía Blanca)                 |
| 2015             | Defensores de Pronunciamiento (Entre Ríos) |
| 2015             | Güemes (Santiago del Estero)               |

| Edição              | Campeões                         |
| ------------------- | -------------------------------- |
| 2016 – Transição    | Sportivo Desamparados (San Juan) |
| 2016 – Transição    | Rivadavia (Lincoln)              |
| 2016 – Complementar | Sansinena (Bahía Blanca)         |
| 2016 – Complementar | Estudiantes (Río Cuarto)         |
| 2016 – Complementar | Textil Mandiyú (Corrientes)      |
| 2016 – Complementar | Huracán Las Heras (Mendoza)      |
| 2017                | Camioneros (Buenos Aires)        |
| 2017                | Racing (Córdoba)                 |
| 2017                | Sol de Mayo (Viedma)             |
| 2017                | San Martín (Formosa)             |